# Waldbrände in Washington 2015

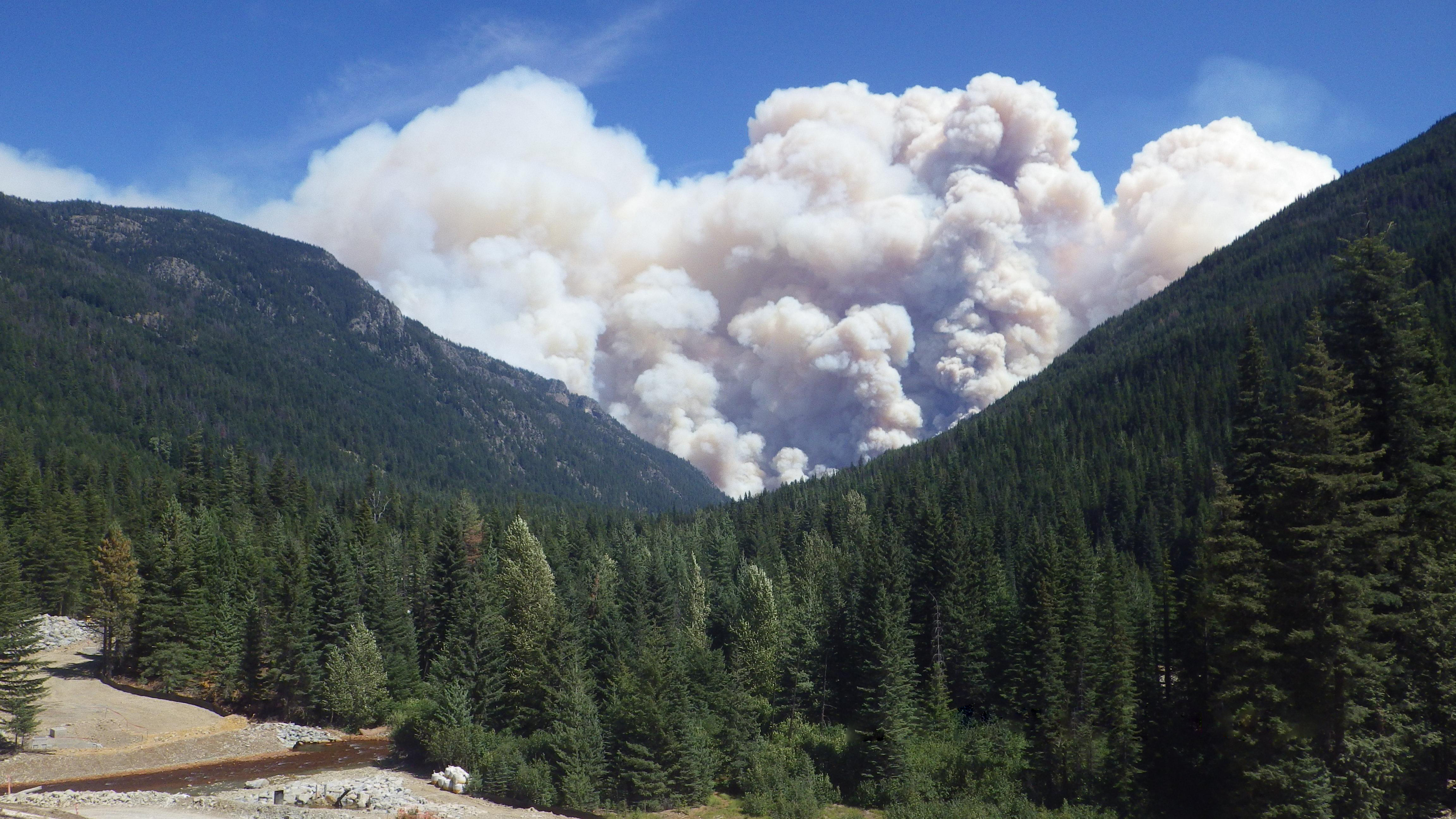
Rauchsäule über dem Wolverine Fire am 4. August

Die Waldbrände in Washington 2015 von Juni bis September waren mit 1.005.423 Acres (ca. 407.000 ha) verbrannter Fläche die schwersten Waldbrände in der Geschichte des US-Bundesstaates Washington. Nicht weniger als 3.000 Einsatzkräfte einschließlich 800 Mann der Nationalgarde waren zur Brandbekämpfung eingesetzt. Die 17th Field Artillery Brigade der United States Army entsandte ebenfalls 200 Soldaten vom Fort Lewis zur Unterstützung.
Am 21. August erklärte Präsident Barack Obama den nationalen Notstand. Aufgrund der enormen Ausdehnung der Brände riefen die Offiziellen des Bundesstaates erstmals in der Geschichte Washingtons die Bevölkerung zur freiwilligen Mithilfe zur Bekämpfung der Waldbrände auf. Am 24. August teilte das Washington Department of Natural Resources mit, dass der Okanogan Complex der größte Brandkomplex in der Geschichte Washingtons geworden sei.
Das Washington State Department of Natural Resources nannte die Saison die „schlechteste aller Zeiten“ in der Geschichte des Bundesstaates. Bei insgesamt 1.541 einzelnen Bränden gab es drei Tote und vier Verletzte. Die Brande verursachten Kosten in Höhe von 253 Mio. USD.

## Fortschritt und Reaktion

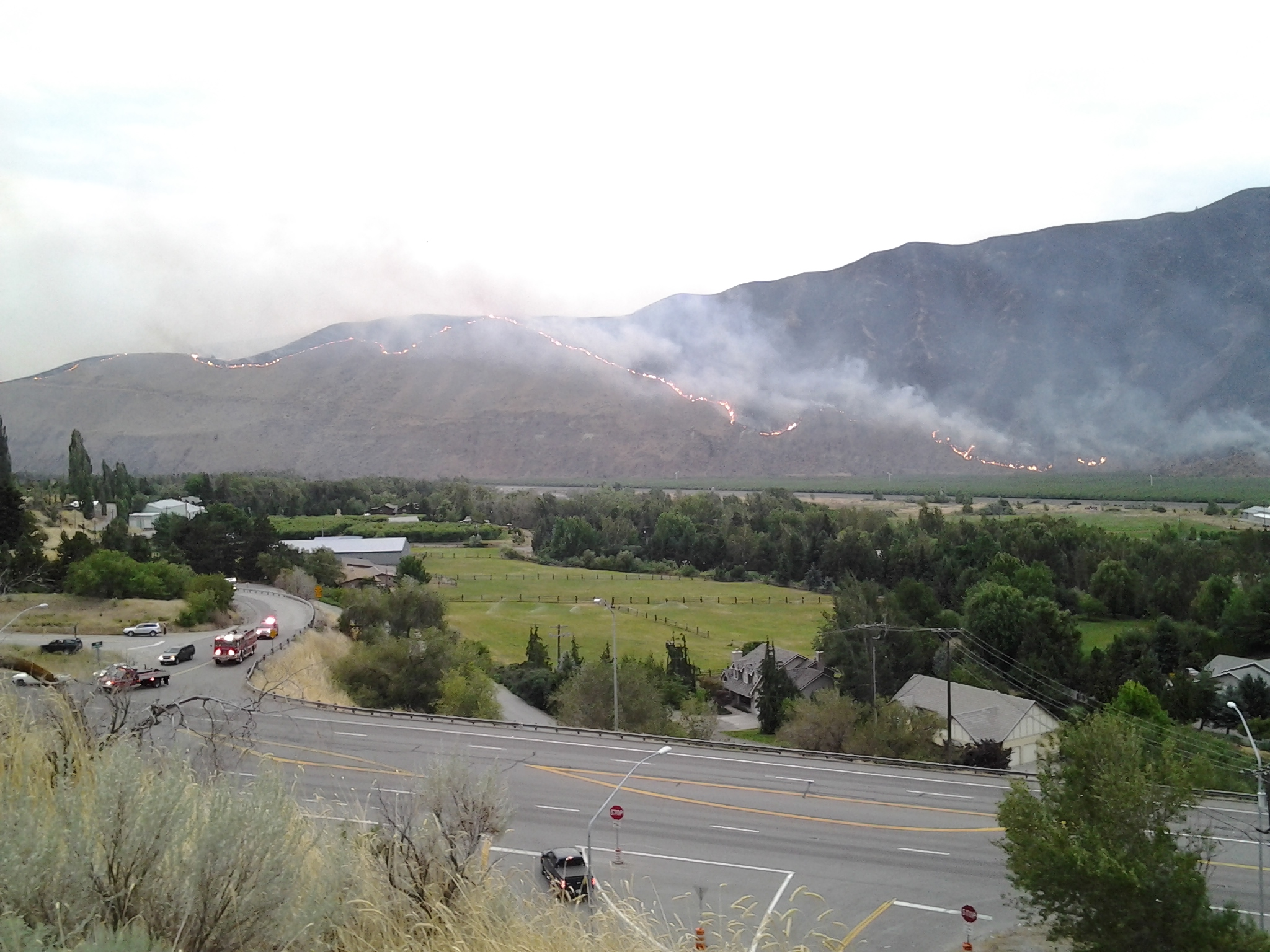
Der Sleepy-Hollow-Brand (2015) in Monitor (Washington) nahe seinem Ursprung überwindet die Bergkette und breitet sich in Richtung Wenatchee aus

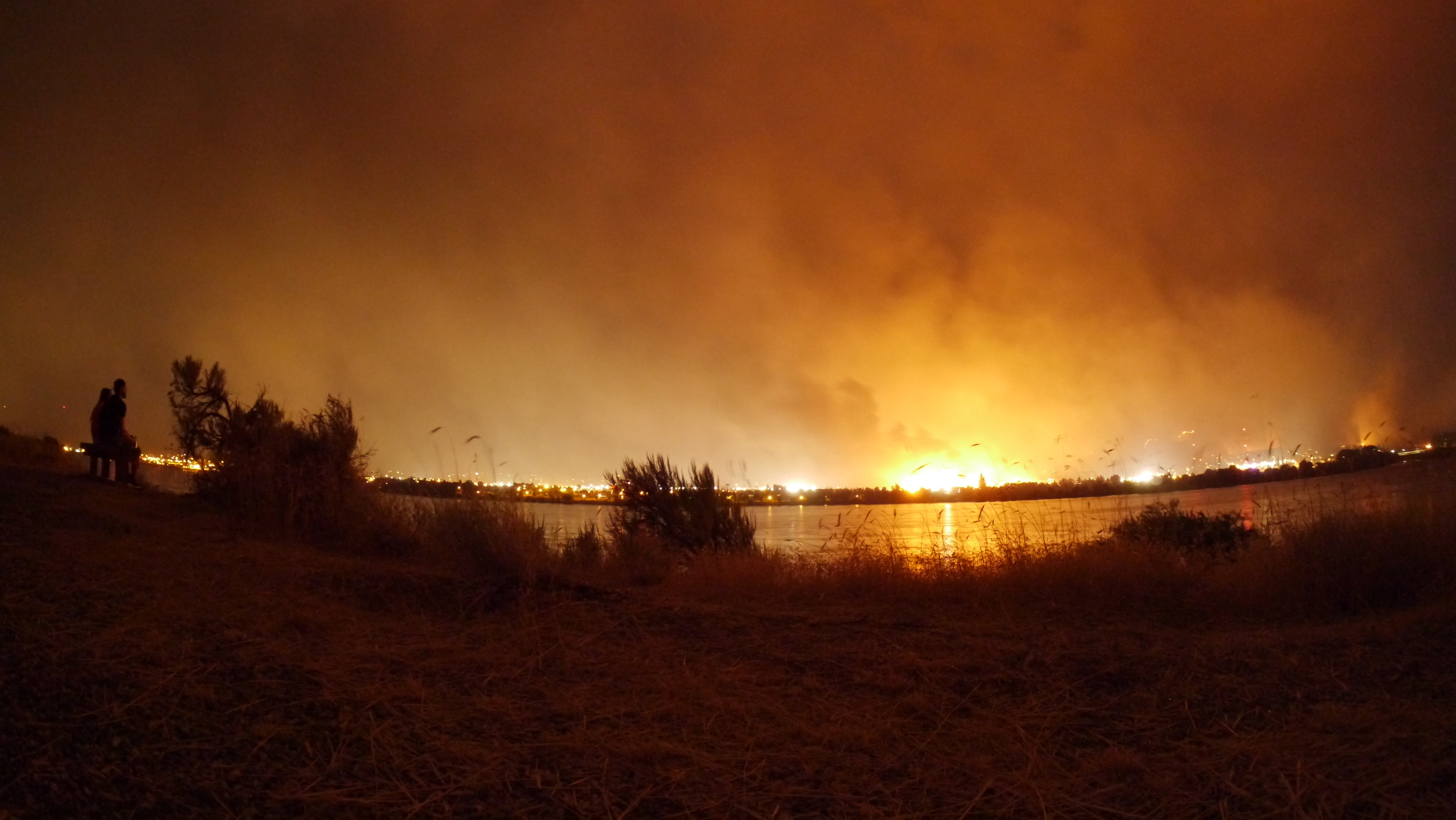
Einer der Waldbrände von 2015 zerstörte 29 Häuser in Wenatchee sowie ein Obstlager und ein Recycling-Zentrum.

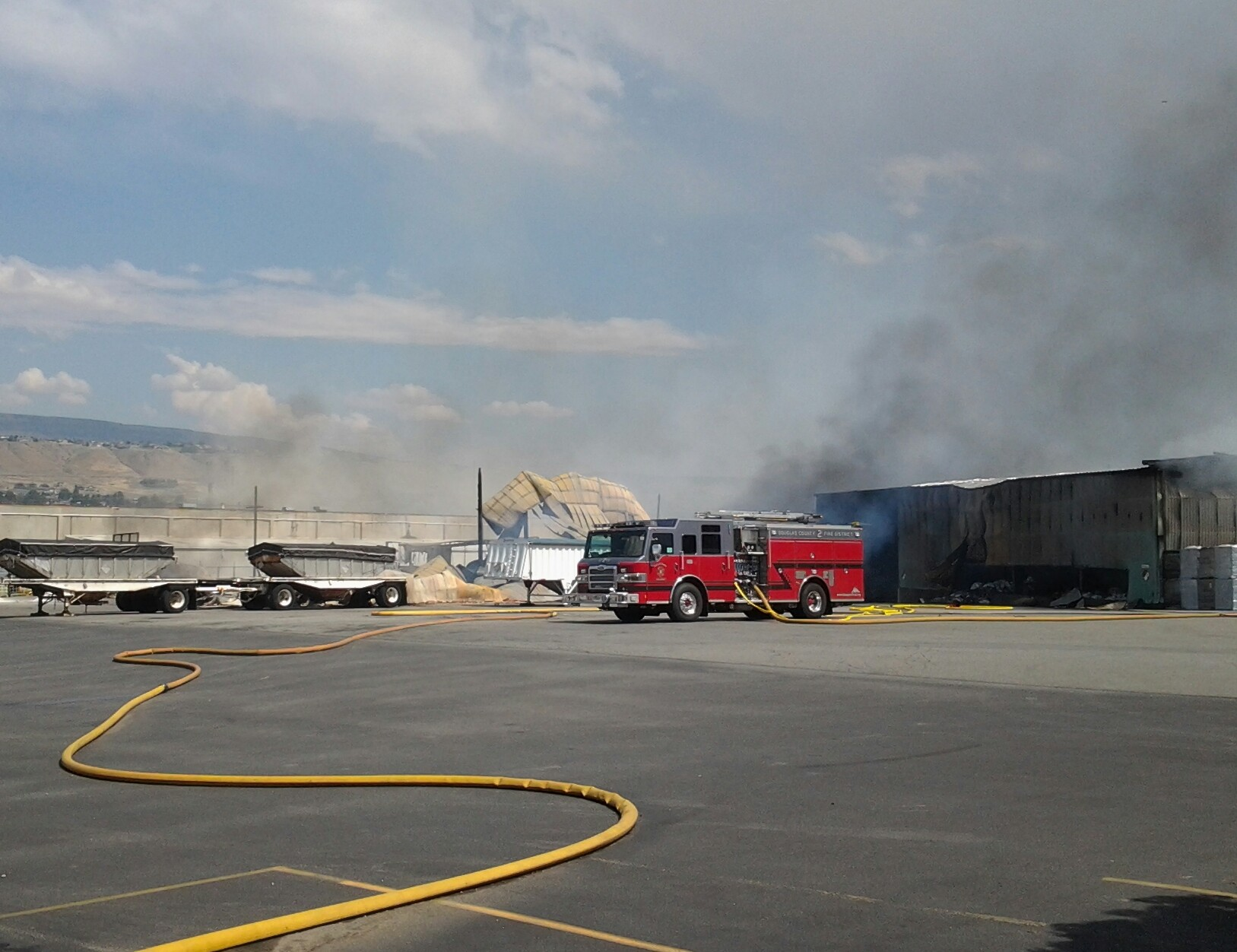
Die Reinigung eines Obstlagers von den Rückständen eines Brandes, der in einem Recycling-Zentrum ausbrach, nachdem es durch heiße Asche eines nahen Waldbrandes – des Sleepy-Hollow-Brandes – ausgelöst wurde

### Juni
Der Juni 2015 war für Washington ein bemerkenswert heißer Monat mit Mitteltemperaturen von 2 … 5 K über normal; es wurden neue Hitzerekorde gesetzt. Bis zum 23. Juni waren im gesamten Bundesstaat bereits 313 Waldbrände ausgebrochen.

#### Aktivitäten des Gouverneurs
Gouverneur Jay Inslee gab am 26. Juni eine Proklamation heraus, die den Notstand für alle Countys erklärte und den Washington State Comprehensive Emergency Management Plan (dt. etwa „umfassender Notfallplan für Washington“) in Kraft setzte. Er ordnete den Einsatz der Nationalgarde sowie weiterer militärischer Verbände an, die die Bekämpfung von Notständen unterstützen könnten. Alle Maßnahmen geschahen aufgrund des vorhergesagten Brandrisikos als Folge der trockener als üblichen Witterung im Juni. Der Commissioner of Public Lands, Peter J. Goldmark, Chef des Washington Department of Natural Resources, gab zum bereits am 22. Juni herausgegebenen ein zusätzliches Verbot von offenem Feuer heraus, da das frühere Verbot durch die Proklamation des Gouverneurs außer Kraft gesetzt war. Das Verbot des Commissioners betraf Lagerfeuer in Staatswäldern, Staatsparks und staatlichen Forsten und galt vom 26. Juni bis 30. September 2015.

#### Sleepy-Hollow-Brand
Die Saison 2015 begann beispiellos früh mit dem Sleepy-Hollow-Brand am 28. Juni und erfasste auch die Stadt Wenatchee im Chelan County. Es wurden 2.950 Acres (ca. 1.190 ha) verbrannt, 29 Wohnhäuser und mehrere Beschäftsbauten zerstört. Die Ursache des Brandes ist noch nicht ermittelt, doch ist sie „wahrscheinlich menschengemacht“. Die Offiziellen benannten die Ursache der ungewöhnlichen Intensität die Trockenheit und die Rekordtemperaturen. Als Vorsorgemaßnahme untersagten die Behörden die traditionellen Feuerwerke zum Unabhängigkeitstag in vielen Teilen des Bundesstaats. Ein Mann wurde im Zusammenhang mit dem Brand festgenommen und gestand, es mit einem Einwegfeuerzeug verursacht zu haben, musste sich aufgrund einer psychischen Störung aber nicht vor Gericht verantworten.

### Juli
Bis zum 12. Juli waren mehr als 16.000 Acres (ca. 6.470 ha) verbrannt. Dazu gehörte ein einzelner Brand nahe Ephrata im Grant County, der mindestens 10.000 Acres (ca. 4.050 ha) vernichtete. Später im Monat brach einer der größeren Brände durch landwirtschaftliche Geräte nahe Walla Walla aus und verbrannte innerhalb zweier Wochen mehr als 6.000 Acres (ca. 2.430 ha).

### August

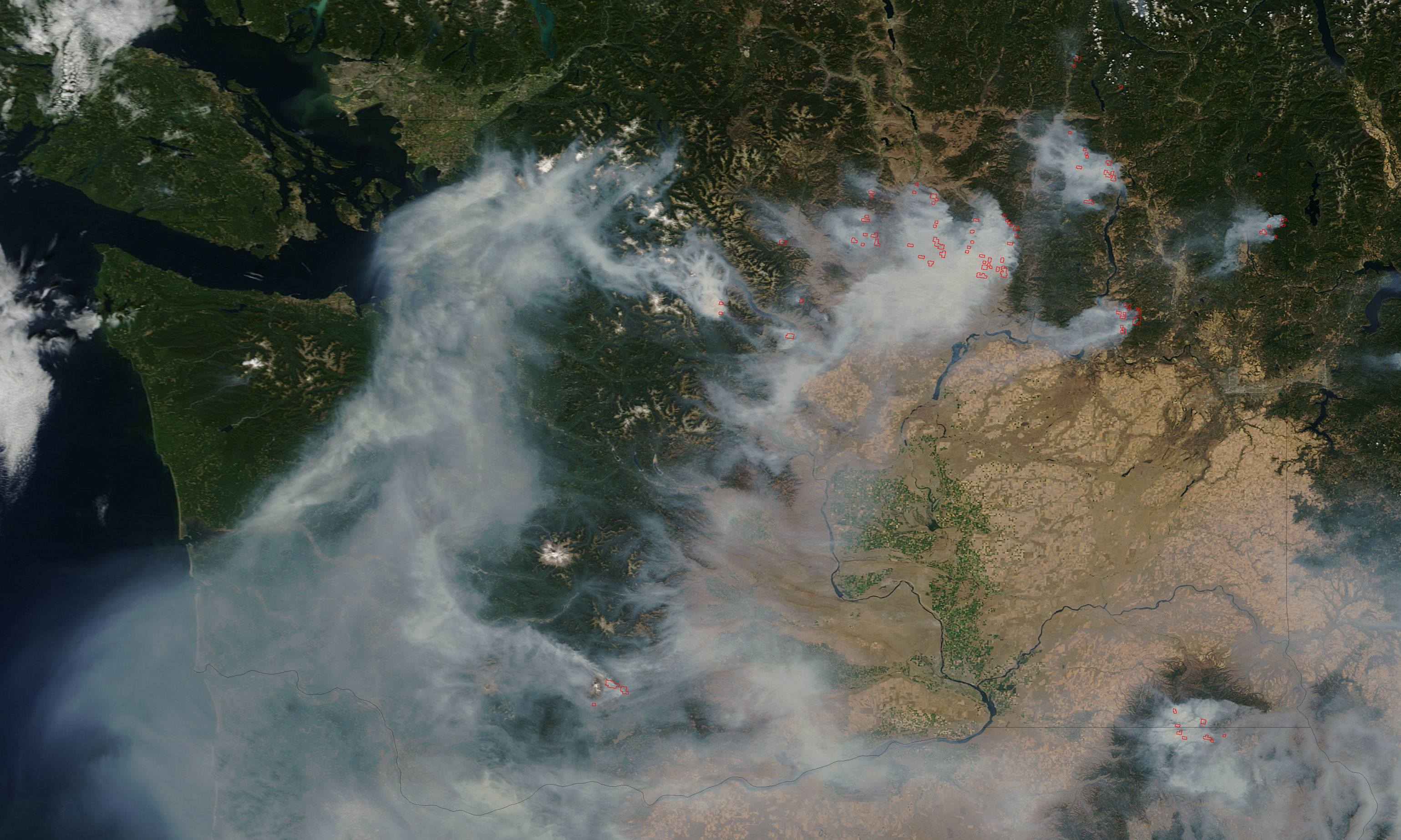
MODIS-Satellitenbild von Washington am 22. August mit dem vom Rauch der Waldbrände aus Ost-Washington bedeckten Puget Sound

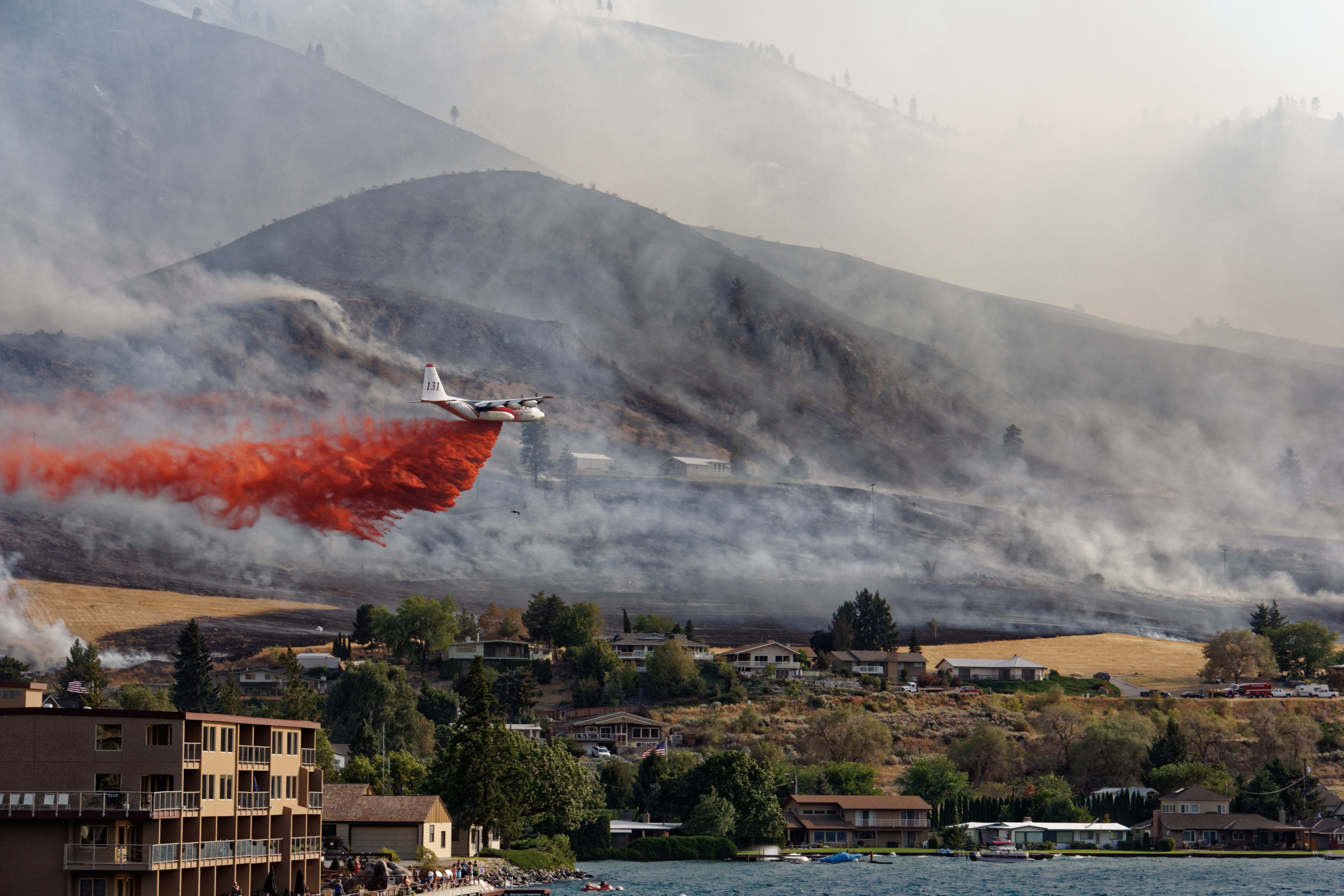
Ein Löschflugzeug beim Abwurf von Brandhemmern über dem sich ausbreitenden Chelan-Butte-Brand (Teil des Chelan-Brandkomplexes)

Das Ausmaß der Waldbrände im August führte zu Verhängung des Notstands über Washington durch Präsident Barack Obama am 21. August 2015.
Bis zum 24. August hatten mehr als 16 aktive Brände bereits mehr als 2.400 km² vernichtet. Am 29. August gab es darin Übereinstimmung, dass ungewöhnlich heftige Südwinde ein „signifikantes Wachstum“ des Tunk-Block- und des Lime-Belt-Brandes im Okanogan-Komplex und ein Anwachsen im Chelan-Komplex verursachen würden. Der Twisp-River- und der Nine-Mile-Brand waren zu etwa 95 Prozent unter Kontrolle.

#### Chelan-Komplex
Drei Brände südlich des Lake Chelan nahe der Stadt Chelan vereinigten sich zu einem Brandkomplex und erzwangen die sofortige Evakuierung von mehr als 1.000 Einwohnern am 14. August. Bis zum 16. August war der Reach-Brandomplex auf über 54.500 Acres (ca. 22.100 ha) angewachsen, während der Wolverine-Brand fast 39.000 Acres (ca. 15.800 ha) vernichtet hatte. Laut Rico Smith, einem Sprecher der Brandbekämpfer nahe Chelan, waren bis zum 29. August „etwa 85 Wohnhäuser, Geschäfte und andere Gebäude durch den Chelan-Brandkomplex zerstört“ worden.

#### Okanogan-Komplex
Der Okanogan-Brandkomplex wurde aus fünf einzelnen Waldbränden im Okanogan County gebildet, von denen alle außer einem durch Blitzeinschlag verursacht wurden und bis zum 20. August schätzungsweise 96.034 Acres (38.864 ha) vernichtet hatten. Die Federal Emergency Management Agency (FEMA) erlaubte am 14. August die Anwendung von Bundesmitteln für den Nine-Mile-Brand, einen der fünf zum Okanogan-Komplex gehörenden, indem sie ihn als „Haupt-Katastrophe“ einstufte. Mehr als 1.300 Einwohner in den Städten Twisp und Winthrop wurden zur Evakuierung aufgefordert, weil der Twisp-River-Brand immer näher kam. Am 19. August 2015 wurden drei Feuerwehrleute bei der Bekämpfung eines Waldbrandes nahe Twisp getötet.
Bis zum 24. August war der Brandkomplex auf 256.657 Acres (103.865 ha) angewachsen und übertraf damit den Carlton-Komplex von 2014 bei der Größe der Waldbrände in der Geschichte von Washington. Bis zum 28. August waren „mindestens 45 Wohnhäuser, 49 Hütten und 60 Nebengebäude durch den Okanogan-Brandkomplex zerstört“ worden. Die Größe des Brandkomplexes erreichte am 30. August mit 304.782 Acres (123.341 ha) ihren Gipfel, vor dem Durchgang des 161.440 Acres (ca. 65.330 ha) großen Tunk-Block-Brandes unter dem North-Star -Brand am 31. August.

## Internationale Unterstützung
Nach der Notstandserklärung im August bat Präsident Obama die Australian Fire Services (einschließlich der bei den „Black-Saturday“-Bränden eingesetzten Kräfte) um Hilfe für die erschöpften US-amerikanischen Kräfte. Bis zum 24. August kamen etwa 70 Brand-Manager aus Australien und Neuseeland im National Interagency Fire Center in Boise (Idaho) an, um eingewiesen und mit Ausrüstung versehen den Weg nach Westen zur Brandbekämpfung anzutreten.

## Luftqualität
Infolge der Waldbrände sank die Luftqualität in Washington und im angrenzenden Kanada in vielen Städten auf ein ungesundes Niveau; dies führte zu mehreren Luftqualitäts-Warnungen des U.S. National Weather Service und von Environment Canada. Omak, 15 mi (24 km) nordöstlich des Okanogan-Brandkomplexes gelegen, berichtete am 24. August einen Luftqualitätsindex von 500, was als „gefährlich/ gesundheitsgefährdend“ (engl. „hazardous“) eingeschätzt wird. Die Stadt Spokane, 150 mi (241 km) von den Bränden entfernt, berichtete am 24. August einen Index von 188, was als „ungesund“ (engl. „unhealthy“) gilt und Highschool-Sportler und andere im Freien Tätige zwang, ihre Aktivitäten einzustellen. Bis Dienstag, den 25. August, veranlasste Environment Canada einen Luftqualitäts-Alarm für so weit entfernte Städte wie Calgary – 400 mi (644 km) entfernt – mit einem Wert von 12. Der Canadian Air Quality Health Index, gemessen auf einer Skala von 1 bis 10+ mit 10 als „sehr hohes Risiko“, basiert auf Messungen von „Ozon am Boden, Feststoffpartikeln und Stickstoffdioxid“. Bis Mittwoch, dem dritten Tag des gefährlichen Smogs, stieg der Wert für Calgary auf 17.
Der Rauch des Chelan-Komplexes wurde am 22. August durch Höhenwinde westwärts über Seattle und die Region am Puget Sound verteilt, was ungesunde Wetterlagen und eine verschlechterte Luftqualität für mehrere Tage zur Folge hatte.

## Nachwirkungen
Im Dezember schlug Gouverneur Jay Inslee einen Ergänzungshaushalt über 178 Mio. USD vor, um die für den Bundesstaat bei der Waldbrandbekämpfung entstandenen Kosten decken zu können.

## Liste der Brände
Stand: 28. August 2015
| Name                   | Ort                                                                                  | Verbrannte Fläche [ha]     | Daten          | Daten                   | Ursache         | Anmerkungen |
| Name                   | Ort                                                                                  | Verbrannte Fläche [ha]     | Start/ Meldung | Ende                    | Ursache         | Anmerkungen |
| ---------------------- | ------------------------------------------------------------------------------------ | -------------------------- | -------------- | ----------------------- | --------------- | --- |
| 231 Brände             | Spokane Indian Reservation und Stevens County                                        | 1.138 Acres (461 ha)       | 3. Juli 2015   | 12. Juli 2015           | wird untersucht | |
| Alder-Lake-Brand       | Gifford Pinchot National Forest                                                      | 253 Acres (102 ha)         | 26. Juli 2015  | aktiv (10 % eingedämmt) | Blitz           | |
| Blankenship-Brand      | Okanogan und Wenatchee National Forest                                               | 180 Acres (73 ha)          | 14. Juli 2015  | aktiv                   |                 | |
| Blue-Creek-Brand       | Walla Walla County                                                                   | 6.004 Acres (2.430 ha)     | 20. Juli 2015  | aktiv (95 % eingedämmt) | wird untersucht | |
| Carpenter-Road-Brand   | Spokane Indian Reservation und Stevens County                                        | 46.691 Acres (18.895 ha)   | 12. Aug. 2015  | aktiv (25 % eingedämmt) | unbekannt       | |
| Chelan-Komplex         | Chelan County                                                                        | 90.210 Acres (36.507 ha)   | 14. Aug. 2015  | aktiv (52 % eingedämmt) |                 | Komplex aus 5 Bränden                                                                                            |
| Colville-Komplex       | Ferry und Stevens County                                                             | 9.879 Acres (3.998 ha)     | 14. Aug. 2015  | aktiv (48 % eingedämmt) |                 | Komplex aus 3 Bränden                                                                                            |
| Cougar Creek           | Yakama Indian Reservation und Gifford Pinchot National Forest                        | 49.200 Acres (19.911 ha)   | 10. Aug. 2015  | aktiv (25 % eingedämmt) | Blitz           | |
| Douglas-County-Komplex | Douglas County                                                                       | 22.337 Acres (9.039 ha)    | 10. Juli 2015  | 15. Juli 2015           | Blitz           | Komplex aus 2 Bränden                                                                                            |
| Grizzly-Bear-Komplex   | Umatilla National Forest                                                             | 72.421 Acres (29.308 ha)   | 13. Aug. 2015  | aktiv (10 % eingedämmt) | Blitz           | Komplex aus 17 Bränden; einschließlich Anteil in Oregon                                                          |
| Highway-8-Brand        | Klickitat County                                                                     | 33.100 Acres (13.395 ha)   | 4. Aug. 2015   | aktiv (95 % eingedämmt) | unbekannt       | |
| Kaniksu-Komplex        | Colville National Forest und Pend Oreille County                                     | 16.335 Acres (6.611 ha)    | 11. Aug. 2015  | aktiv (10 % eingedämmt) | Blitz           | Komplex aus 7 Bränden                                                                                            |
| Kettle-Komplex         | Ferry County                                                                         | 62.292 Acres (25.209 ha)   | 11. Aug. 2015  | aktiv (16 % eingedämmt) | Blitz           | Komplex aus 3 Bränden                                                                                            |
| Marble Valley          | Stevens County                                                                       | 3.087 Acres (1.249 ha)     | 14. Aug. 2015  | aktiv (85 % eingedämmt) | unbekannt       | |
| Mount-Adams-Komplex    | Gifford Pinchot National Forest                                                      | 405 Acres (164 ha)         | 10. Juli 2015  | aktiv (78 % eingedämmt) | unbekannt       | Komplex aus 4 Bränden                                                                                            |
| Newby-Lake-Brand       | Okanogan und Wenatchee National Forest                                               | 5.065 Acres (2.050 ha)     | 2. Juli 2015   | aktiv (95 % eingedämmt) | Blitz           | einschließlich des Anteils in British Columbia                                                                   |
| North Boulder 2        | Ferry County                                                                         | 233 Acres (94 ha)          | 20. Juli 2015  | aktiv (80 % eingedämmt) | Blitz           | |
| North Star             | Colville Indian Reservation, Colville National Forest, und Okanogan und Ferry County | 192.900 Acres (78.064 ha)  | 13. Aug. 2015  | aktiv (22 % eingedämmt) | Mensch          | |
| Okanogan-Komplex       | Okanogan County                                                                      | 302.224 Acres (122.306 ha) | 15. Aug. 2015  | aktiv (12 % eingedämmt) | Blitz           | Komplex aus 5 Bränden; zweitgrößter in der Geschichte Washingtons einschließlich des Anteils in British Columbia |
| Paradise-Brand         | Olympic National Park                                                                | 2.796 Acres (1.132 ha)     | 15. Mai 2015   | aktiv (40 % eingedämmt) | Blitz           | |
| PC Complex             | Clark und Cowlitz County                                                             | 129 Acres (52 ha)          | 16. Juli 2015  | 24. Juli 2015           | Mensch          | Komplex aus 5 Bränden                                                                                            |
| Saddle-Lakes-Brand     | Saddle Mountain National Wildlife Refuge                                             | 14.357 Acres (5.810 ha)    | 28. Juni 2015  | 16. Juli 2015           | Blitz           | |
| Sleepy Hollow-Brand    | Chelan County                                                                        | 2.950 Acres (1.194 ha)     | 28. Juni 2015  | 6. Juli 2015            | Mensch          | |
| Thunder Creek          | North Cascades National Park                                                         | 103 Acres (42 ha)          | 30. Mai 2015   | aktiv (60 % eingedämmt) | Blitz           | |
| Twenty-One Mile Grade  | Colville Indian Reservation                                                          | 2.250 Acres (911 ha)       | 1. Juli 2015   | 10. Juli 2015           | Mensch          | |
| Upper-Skagit-Komplex   | North Cascades National Park                                                         | 7.878 Acres (3.188 ha)     | 10. Aug. 2015  | aktiv (37 % eingedämmt) | Blitz           | Komplex aus 8 Bränden                                                                                            |
| Williams-Brand         | Stevens County                                                                       | 332 Acres (134 ha)         | 3. Juli 2015   | 10. Juli 2015           | wird untersucht | |
| Wolverine-Brand        | Wenatchee National Forest                                                            | 62.167 Acres (25.158 ha)   | 29. Juni 2015  | aktiv (28 % eingedämmt) | Blitz           | Teil des Chelan-Komplexes                                                                                        |

1. ↑  während der größten Ausdehnung
2. ↑  Datum, zu dem der Brand als hundertprozentig gelöscht erklärt wurde